# Сколл, Джеффри
Джеффри Сколл (англ. Jeffrey Skoll, англ. Jeff Skoll; род. 16 января 1965 года, Монреаль, Канада) — канадский и американский инженер, предприниматель, менеджер, инвестор и филантроп, причисляемым к плеяде так называемых «филантропов нового времени»; первый глава eBay (до 1998 года), основатель и руководитель «Фонда Сколла» (англ. Skoll Foundation), специализирующегося на социальном предпринимательстве — инвестициях в здравоохранение и образование в развивающихся странах, кинопродюсер, основатель и глава компании Participant Media и телеканала Pivot.
Миллиардер, находящийся в 2013 году на 122 месте в рейтинге Forbes с состоянием 3,8 млрд долларов США.

## Биография
Джеффри Сколл родился 16 января 1965 года в канадском Монреале в еврейской семье. Его отец был владельцем химической компании, а мать — учительницей в школе.
Поступив в Торонтский университет оплачивал обучение самостоятельно, зарабатывая деньги Норт-Йоркской заправке.
В студенческие годы занимал должность редактора в сатирической газете The Toike Oike.
В 1987 году с отличием окончил университет по специальности электрической инженерии.
После окончания университета на несколько месяцев отправляется в путешествию по миру, а по возвращении создаёт сразу две компании — Skoll Engineering (консалтинг в сфере информационных технологий) и Micros on the Move Ltd (лизинг техники).
В 1993 году покидает Канаду, чтобы пройти обучение на степень MBA в Стэнфордской бизнес-школе, которую окончил в 1995 году.
После получения бизнес-образования некоторое время работает в Knight Ridder, где занимается интернет-проектами издательских компаний.
В 1996 году Джеффри знакомится с создателем eBay Пьером Омидьяром, который нанимает его в качестве первого постоянного сотрудника своей компании на должность президента.
В 1998 году, на этом посту его сменила Маргарет Уитмен.
Покинув eBay, миллиардер сосредоточился на управлении собственным Фондом Сколла (англ. Skoll Foundation).
Он занимается социальным предпринимательством — инвестирует в здравоохранение и образование в развивающихся странах.
В 2003 году Сколла удостоили почётной степени доктора юриспруденции Университета Торонто.
В 2004 году Сколл создаёт и становится руководителем расположенной в Лос-Анджелесе кинокомпании Participant Media, занимающейся производством документальных и независимых фильмов.
В следующем году эта компания выпустила первые фильмы: «Северная страна», «Сириана», «Убийственная игра» и «Доброй ночи и удачи».
Только за три года существования производителя, были представлены к Оскару 11 раз.
В 2009 году Джефф Сколл создаёт фонд Skoll Global Threats Fund для решения вопросов изменения климата и распространения оружия массового поражения.
В 2011 году стал Офицером Ордена Канады за социальную и благотворительную деятельность.
В августе 2013 года Сколл запустил собственный телеканал Pivot, целевая аудитория которого — молодые люди, жаждущие перемен в обществе.

## Личная жизнь
На сентябрь 2013 года — холост.